# КДУ-55
КДУ-55 — советская переносная короткоструйная дождевальная установка. Состояла из вспомогательного трубопровода и дождевальных крыльев.  Создана во ВНИИГиМ. Серийно выпускалась с 1956 года, придя на смену установке КДУ-41.

Предназначалась для полива овощных, плодоягодных и кормовых культур на небольших по размеру или сложных по рельефу участках. Широко применялась в пригородных районах промышленных центров, в основном при использовании сточных вод. Была проста и надёжна в эксплуатации, но имела малую производительность.
Насосно-силовую станцию располагали непосредственно у водоисточника. В зависимости от размеров орошаемого участка и расстояния до водоисточника установку могли использовать различно.  На сравнительно больших и/или удалённых от воды территориях была необходима водопроводящая напорная сеть. Напорная сеть состояла из магистрального трубопровода и распределительных трубопроводов. Они укладывались подземно. Через каждые 120 м в распределительные трубопроводы были смонтированы гидранты с двумя отводами. К гидрантам подсоединялась сама дождевальная установка. В том случае, если орошаемый участок располагался очень узкой полосой вдоль источника воды (канала), постоянную подземную напорную сеть не применяли, а установка подключалась к нагнетательному трубопроводу насосно-силовой станции. При этом станцию размещали на тележке и перемещали с позиции на позицию.
Дождевальная установка КДУ-55 состояла из вспомогательного трубопровода длиной 55 м и подсоединённых к нему двух дождевальных крыльев длиной по 120 м. Каждое крыло состояло из 24 пятиметровых труб  с внутренним диаметром 100 мм, соединённых муфтами. Часть муфт имели ножки, благодаря которым крылья были приподняты на высоте 500 мм от земли. На этих же муфтах имелись дождевальные дефлекторные насадки кругового действия, по 12 штук на каждое крыло. Одним крылом орошалась полоса площадью 1800 м2. Вспомогательный трубопровод имел тот же диаметр, состоял из 11 пятиметровых труб, и подсоединялся к гидранту распределительного трубопровода или к нагнетательному трубопроводу насосно-силовой станции. Трубопроводы и все основные детали КДУ-55 изготовлялись из алюминиевых сплавов, что снизило вес установки почти в 2 раза по сравнению с предшественницей КДУ-41.
При работе на больших участках дождевальные крылья могли работать с одной стороны или по обе стороны вспомогательного трубопровода, который устанавливался параллельно подземному распределительному. В процессе работы вспомогательный трубопровод постепенно укорачивали путём отсоединения лишних труб, затем снова наращивали, но по другую сторону от гидранта. В том же направлении переносили крылья. При работе на узких полосах без напорной сети вспомогательный трубопровод располагали непосредственно вдоль берега, сначала с одной стороны от станции, затем переносили на противоположную сторону. Крылья включали в полив поочерёдно. В то время, когда проводили полив с одного крыла, второе готовили к работе. После включения второго крыла, первое разбирали и переносили на следующую позицию.
С учётом опыта эксплуатации установка была модернизирована в 1958 году. Новая модификация была запущена в производство под маркой КДУ-55М. Её дождевальные крылья были удлинены до 150 м каждое, а количество насадок на крыле увеличено до 15. В результате удалось несколько снизить среднюю интенсивность дождя и слой осадков. Выпускавшиеся ранее установки семейства КДУ не имели специальных узлов, для переключения дождевальных крыльев, что приводило к остановкам насосных агрегатов при переключении крыла, снижало производительность. Установку КДУ-55М оснастили шестью переносными гидрантами-переключателями, которые позволили установке работать бесперебойно 8-10 часов. Кроме того, в КДУ-55М было предусмотрено секторное дождевание (по одну сторону от крыла). Благодаря этому во время переноски звеньев на новую позицию работники шли по сухой почве. В последние годы для полива с помощью КДУ-55М применяли среднеструйные насадки с шириной захвата в 20—25 м, это вдвоё сокращало число требуемых для орошения позиций.

## Технические характеристики
КДУ-55:
- Расход воды, л/с — 25
- Напор у гидранта, м — 25
- Средний слой дождя, мм/мин — 0,8-1
- Вес установки, кг — 1145
- Вес одного звена, кг:

с рабочей муфтой — 19,4
с проходной муфтой — 18
- Коэффициент использования рабочего времени — 0,8
- Производительность установки в час при норме полива 300 м3/га, га — 0,3
- Обслуживающий персонал, чел — 2
- Сезонная нагрузка на установку, га — 30-40

КДУ-55М:
- Расход воды, л/с — 25
- Напор у гидранта, м — 25
- Интенсивность дождя, мм/мин — 0,75
- Производительность установки в час при норме полива 300 м3/га, га — 0,25-0,28
- Вес установки, кг — 1145